# Aardbevingen Herat oktober 2023
De aardbevingen Herat oktober 2023 vonden plaats op 7 oktober 2023 en bestonden uit twee bevingen vlak na elkaar, om 11:11 uur plaatselijke tijd en 29 minuten later met een aantal naschokken. Een derde grote beving volgde op 11 oktober 2023. En op 15 oktober 2023 volgde een vierde bevinging van 6,3 op de momentmagnitudeschaal en naschok van 5,4.
Het epicentrum van de eerste aardbeving lag 30 kilometer ten noordwesten van Herat, de op één na grootste stad van Afghanistan. In het getroffen gebied zijn meer dan 1300 huizen verwoest. Alle vier grote bevingen hadden een Mercalli-intensiteit van VIII ("vernielend").
| datum                    | magnitude | diepte  | epicentrum                     | USGS beschrijving |
| ------------------------ | --------- | ------- | ------------------------------ | ----------------- |
| 07 oktober 2023 11:11:03 | 6,3 MW    | 14,0 km | 34° 36' 36" NB, 61° 55' 26" OL |                   |
| 07 oktober 2023 11:19:41 | 5,5 mb    | 11,4 km | 34° 32' 28" NB, 61° 57' 18" OL |                   |
| 07 oktober 2023 11:42:50 | 6,3 MW    | 10,0 km | 34° 34' 26" NB, 61° 54' 14" OL |                   |
| 07 oktober 2023 12:10:29 | 5,9 MW    | 07,7 km | 34° 38' 20" NB, 62° 1' 59" OL  |                   |
| 09 oktober 2023 18:00:46 | 5,1 MW    | 10,0 km | 34° 39' 40" NB, 62° 2' 2" OL   |                   |
| 11 oktober 2023 05:11:56 | 6,3 MW    | 09,0 km | 34° 33' 25" NB, 62° 2' 42" OL  |                   |
| 11 oktober 2023 06:22:45 | 5,0 mb    | 10,0 km | 34° 35' 60" NB, 62° 7' 30" OL  |                   |
| 15 oktober 2023 08:06:00 | 6,3 MW    | 06,3 km | 34° 36' 32" NB, 62° 6' 43" OL  |                   |
| 15 oktober 2023 08:26:28 | 5,4 MW    | 10,0 km | 34° 35' 35" NB, 62° 8' 53" OL  |                   |